# Mathematical Gymnasium de Belgrade
Le Mathematical Gymnasium de Belgrade (en cyrillique serbe : Математичка гимназија Београд, abr. "MG" ou "BTP") est une école spéciale pour les étudiants doués et talentueux de mathématiques, de physique et d'informatique située à Belgrade, en Serbie, et fondé en 1966. Il est classé numéro un aux Olympiades internationales de sciences par le nombre de médailles obtenues par ses élèves (plus de 400).
L'école a développé son propre curriculum dans divers champs des mathématiques, de la physique, et en technologie de l'information. Il y a environ 160 professeurs employés, pour la plupart des scientifiques. La moitié des professeurs viennent du personnel de l'université de Belgrade, de l'Institut de physique de Belgrade, et de l'Institut de mathématiques de l'Académie serbe des sciences et des arts. Plus de la moitié des professeurs sont d'anciens élèves de l'école. L'école accueille entre 500 et 600 élèves, âgés de 12 à 19 ans, dont une majorité de garçons.

## Réputation
Le Mathematical Gymnasium est réputé dans le domaine des mathématiques, grâce à ses performances dans les compétitions internationales et les résultats de ses élèves dans la suite de leur formation universitaire.
L'école compte environ 2 000 titulaires d'un doctorat parmi ses anciens élèves, et 6 000 titulaires d'un master. 

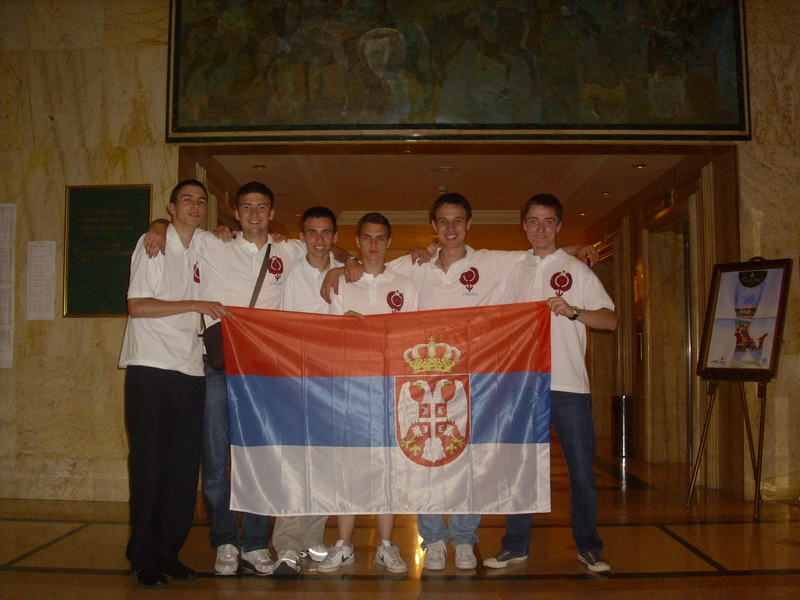
Mathematical Gymnasium de  Belgrade – OMI 2010 – classé numéro un au monde dans le domaine des mathématiques.
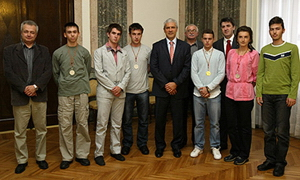
Le président serbe Boris Tadić et ministre de l'Éducation Žarko Obradović avec des étudiants du Mathematical Gymnasium de Belgrade.
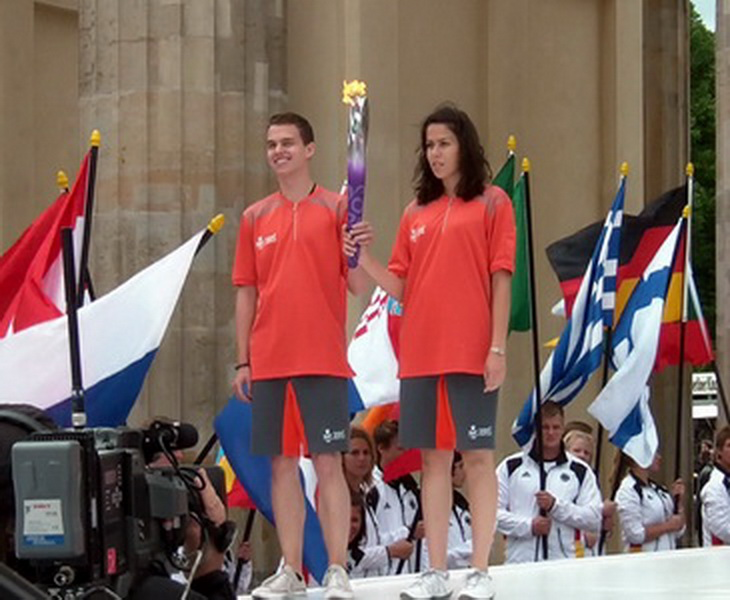
Jeux olympiques de la jeunesse d'été de 2010, à Singapour, du 14 au 26 août 2010. Les chefs de file de l'équipe nationale sont Katarina Biserčić (championne européenne de tir) et Luka Milićević (médaillé d'or à plusieurs Olympiades scientifiques internationales).
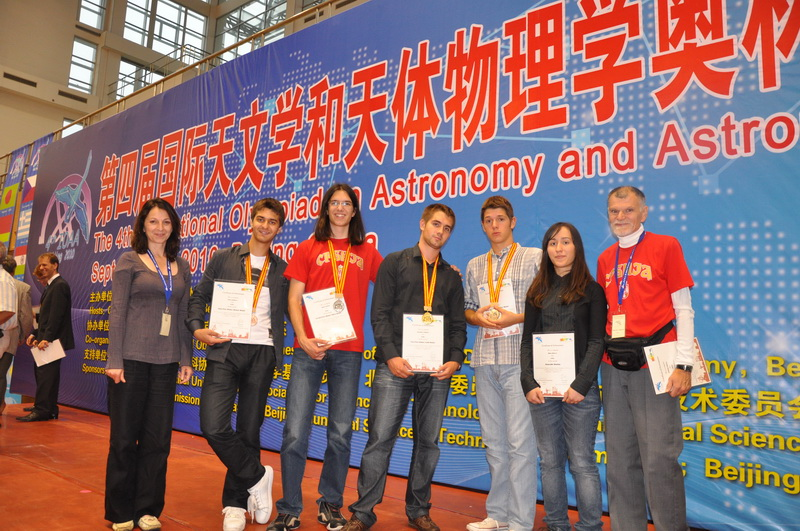
Olympiade internationale sur l'Astronomie et de l'Astrophysique, en Chine, du 12 au 21 septembre 2010. La Serbie est représentée par cinq étudiants du Gymnasium.
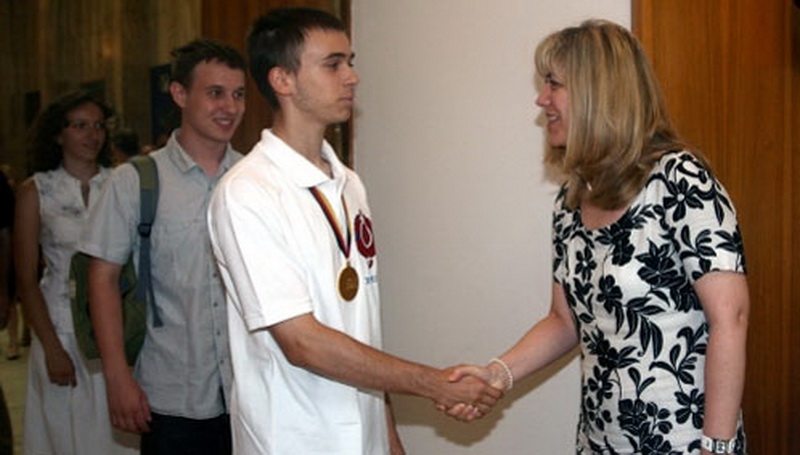
La ministre serbe de la Jeunesse et des Sports, félicite les étudiants et les professeurs du Gymnasium.
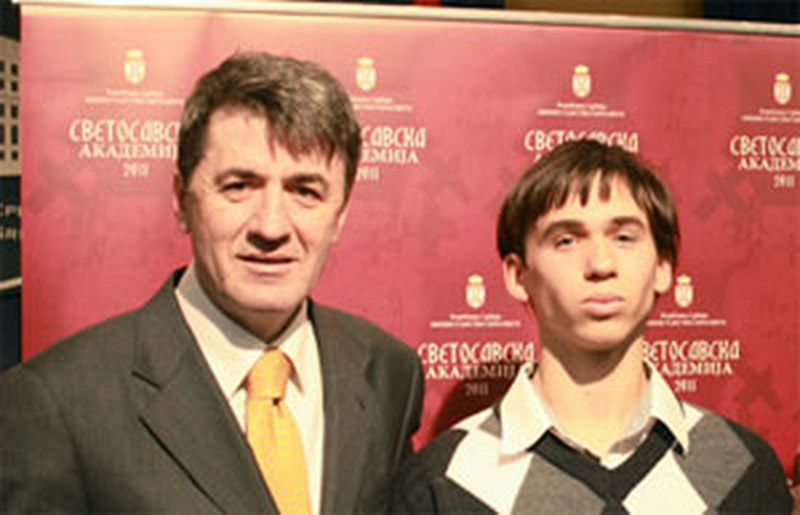
Le ministre serbe de l'Éducation félicite les membres du Gymnasium.

## L'histoire

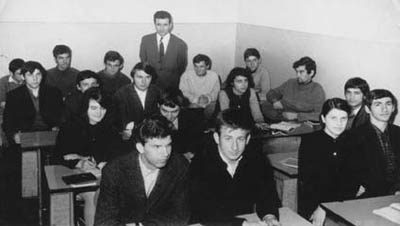
La première génération d'étudiants au Mathematical Gymnasium de Belgrade.

L'école a été fondée en 1966, en suivant le modèle de l'École Kolmogorov, à l'université de Moscou, qui avait été créée à Moscou un an plus tôt, en 1965, sous l'égide de l'université d'État de Moscou, par l'un des plus grands mathématiciens du XXe siècle, Andreï Kolmogorov, et qui plus tard a été nommée d'après lui – l'École Kolmogorov.
En 1977, dans le cadre d'une réforme de l'éducation à l'échelle nationale dans l'ex-Yougoslavie, l'école a été fusionnée dans le but de rationaliser l'enseignement secondaire, annulant ainsi la plupart des spécificités et des avantages par rapport à d'autres écoles. Grâce aux efforts du principal de l'époque, Milan Raspopović, onze ans plus tard, en 1988, l'école est officiellement redevenue une école spécialisée, cette fois sous la forme d'un établissement laboratoire d'enseignement. Le nouveau programme a été officiellement publié en 1989, dans la Gazette officielle de la République socialiste de Serbie, n°2, 15 avril 1989.
Le « statut expérimental » est enfin conclu en 1995, lorsque l'école a été reconnue comme une « école spécialisée d'élèves doués en mathématiques, informatique, physique et autres sciences naturelles » par le ministère serbe de l'Éducation. Dans le même temps, l'École a reçu le statut d'une « école spéciale d'importance nationale », la première du genre en Yougoslavie.

## Disciplines

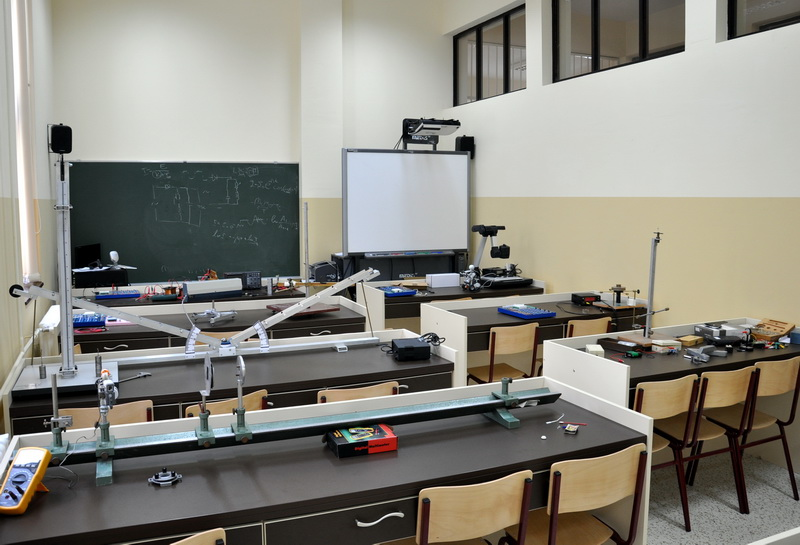
Laboratoire de Physique 1, Mathematical Gymnasium Belgrade
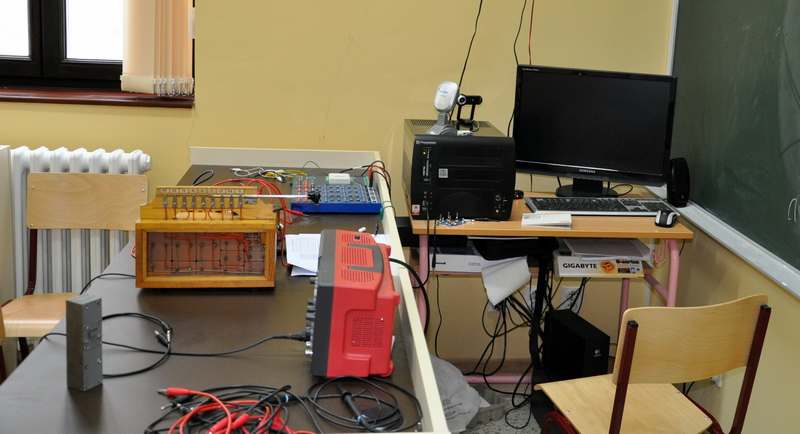
Laboratoire de Physique 3, Mathematical Gymnasium Belgrade
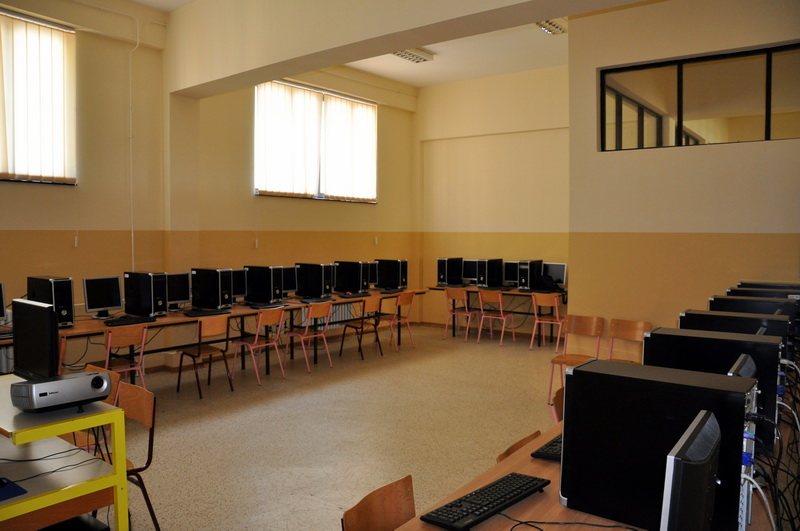
Les TIC et le Laboratoire d'Informatique 1, Mathematical Gymnasium Belgrade
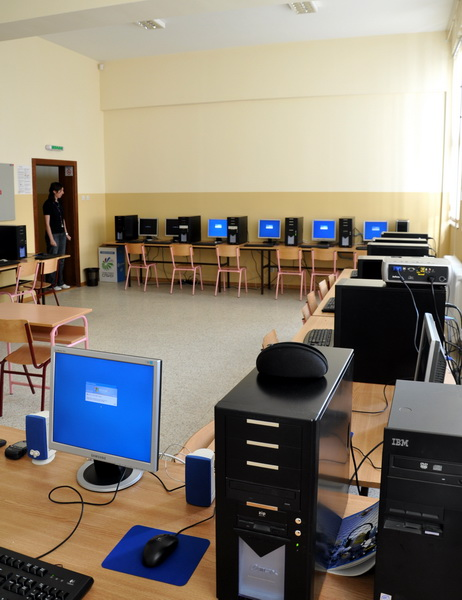
Les TIC et le Laboratoire d'Informatique 2, Mathematical Gymnasium Belgrade
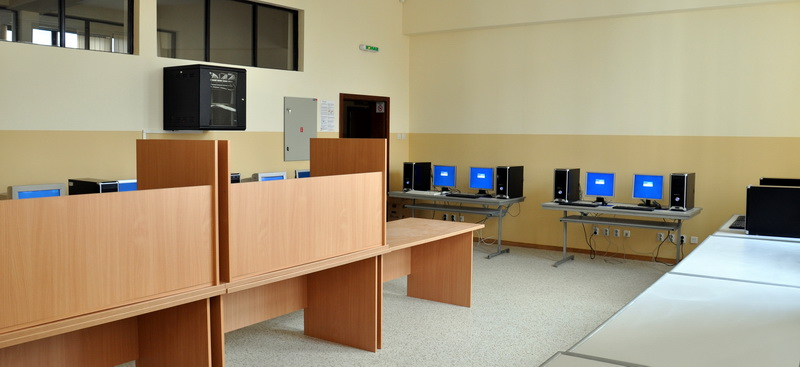
Les TIC et le Laboratoire d'Informatique 4, Mathematical Gymnasium Belgrade
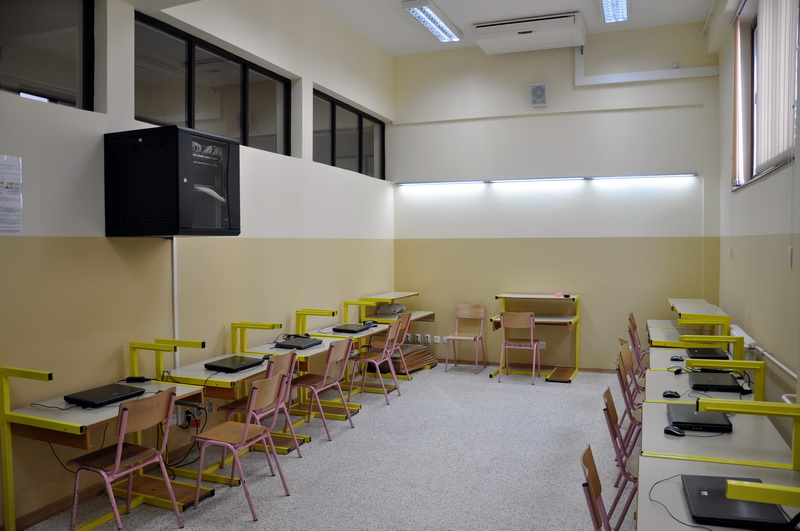
Les TIC et le Laboratoire d'Informatique 5L – ordinateur portable, Mathematical Gymnasium Belgrade

## Les diplômés
La Société européenne de physique, dans son magazine Euro Physics News, a publié un article « Inspiring Physics in Mathematical Gymnasium Belgrade » à propos de la professeure de physique Nataša Čaluković du Gymnasium et sur les résultats du département de physique. Les auteurs, eux-mêmes physiciens distingués de l'université de Cambridge, du Massachusetts Institute of Technology (MIT) et de l'Institut de physique de Belgrade  et anciens élèves du Gymnasium  et de Nataša Čaluković, annoncent que les élèves du professeur Čaluković réussissent particulièrement aux Olympiades de physique.
Parmi les anciens élèves célèbres on trouve également les sportifs Slobodan Soro et Rajko Jokanović, le joueur d'échecs Alisa Marić, l'ancien ministre des Télécommunications et de la Société de l'Information dans le gouvernement serbe Aleksandra Smiljanić, l'ancien maire de Belgrade Nenad Bogdanović...

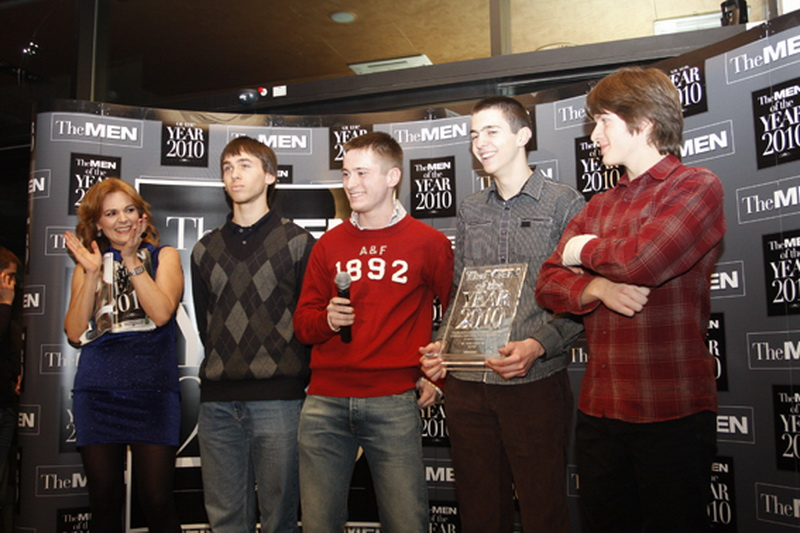
Le prix de  Men Magazine "Les HOMMES de l'Année 2010" est allé à quatre étudiants du MGB : Teodor fon Burg, Rade Špegar, Stevan Gajović, et Filip Živanović.
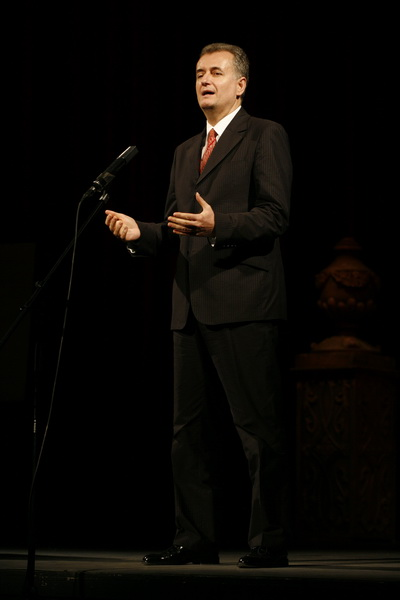
Le maire de Belgrade, Nenad Bogdanović (ici, en allocution lors d'un anniversaire de la MGB) est diplômé en 1973 du Gymnasium.
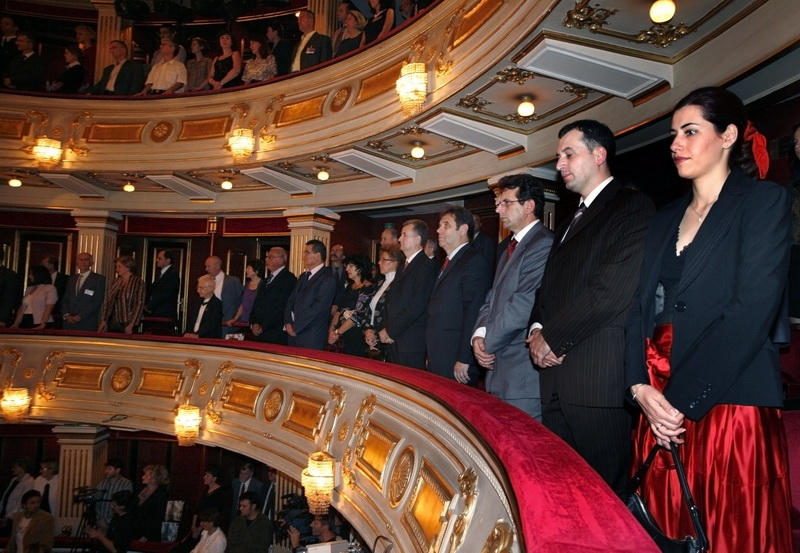
Le 40e anniversaire du Mathematical Gymnasium en septembre 2006. Parmi les invités se trouvaient le Premier ministre Vojislav Koštunica, le maire de Belgrade  Nenad Bogdanović, des ministres, des ambassadeurs étrangers, d'anciens directeurs, d'anciens élèves et des hommes d'affaires.
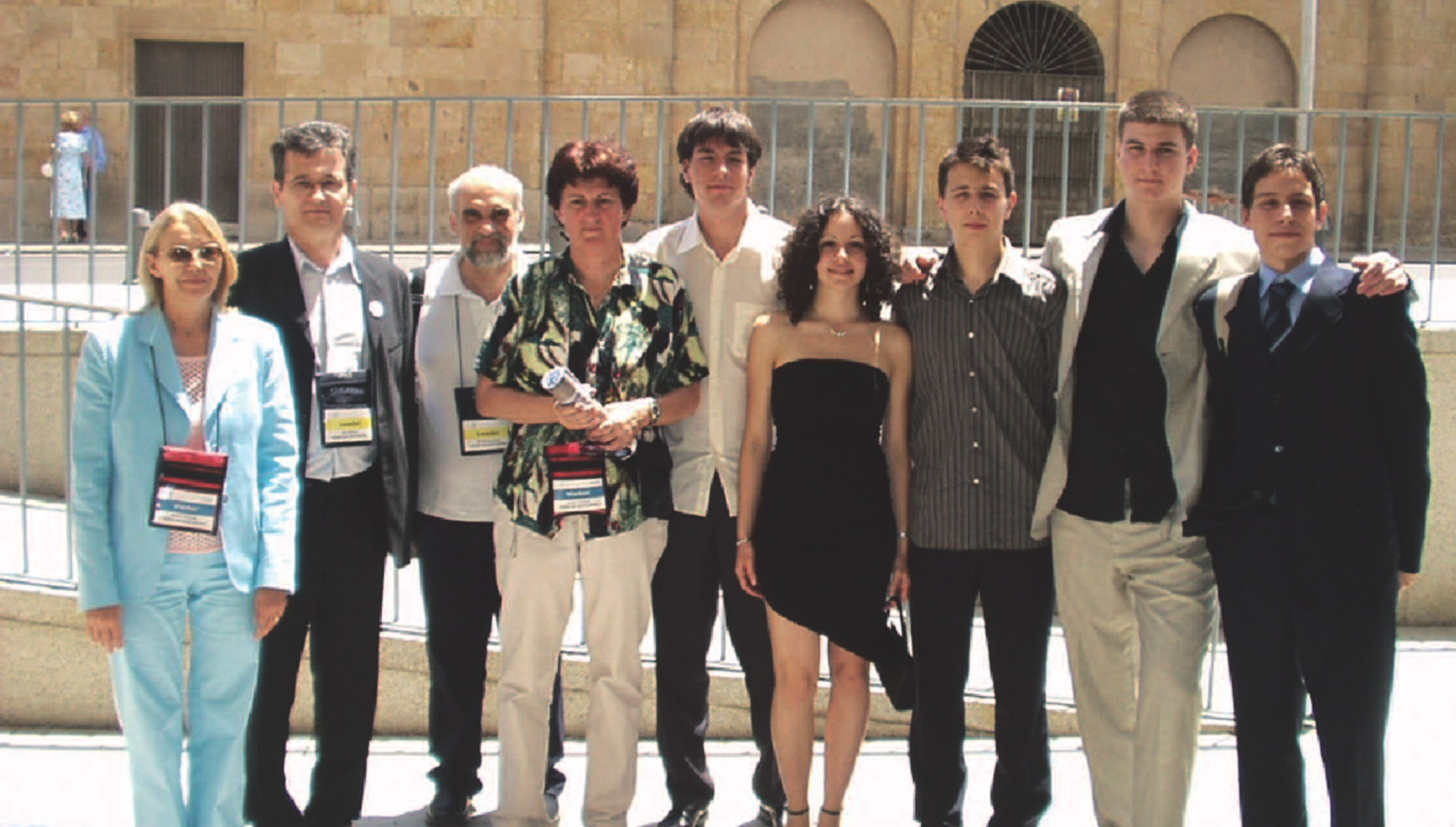
Nataša Čaluković, professeur au MGB, et les professeurs de la Faculté de Physique, Université de Belgrade, avec les étudiants du Gymnasium, aux Olympiades internationales de physique.
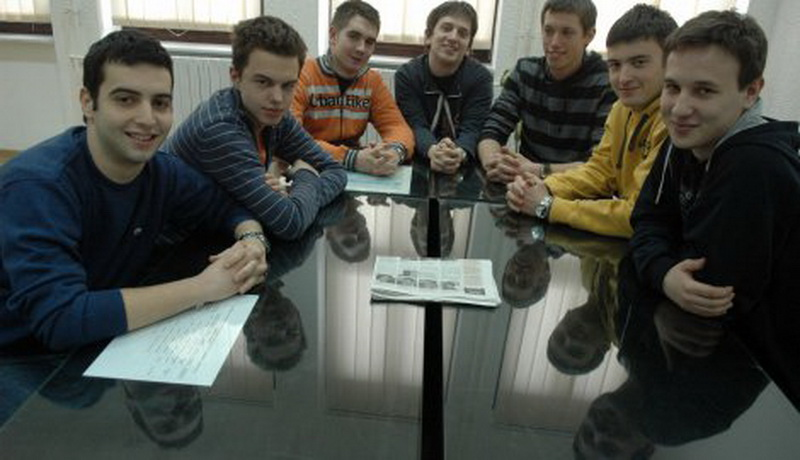
Luka Milićević, Dušan Milijančević, Ognjen Ivković, Nikola Mrkšić, Mihajlo Cekić, Aleksandar Vasiljković, et Dušan Perović, élèves du Gymnasium tous les 7 lauréats de bourses d'études pour Trinity College, Université de Cambridge, pour l'année 2010.
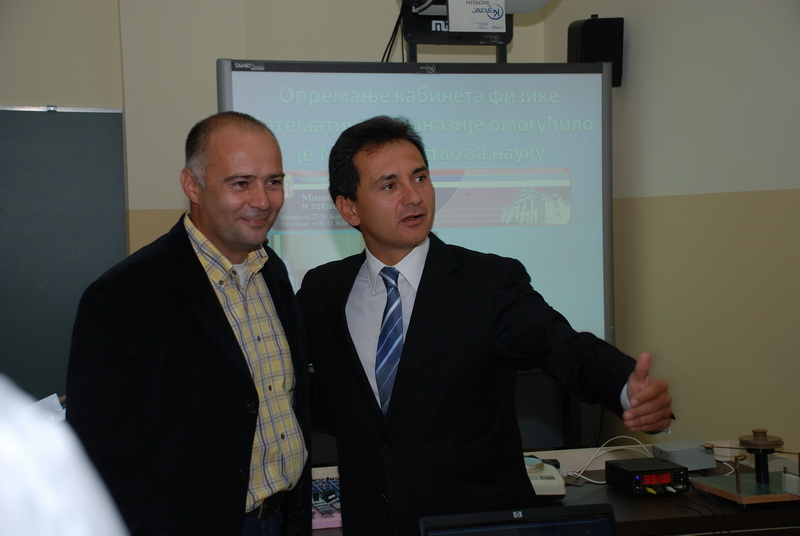
M Božidar Ðelic durant sa visite de Laboratoire de Physique 1, au Gymnasium.
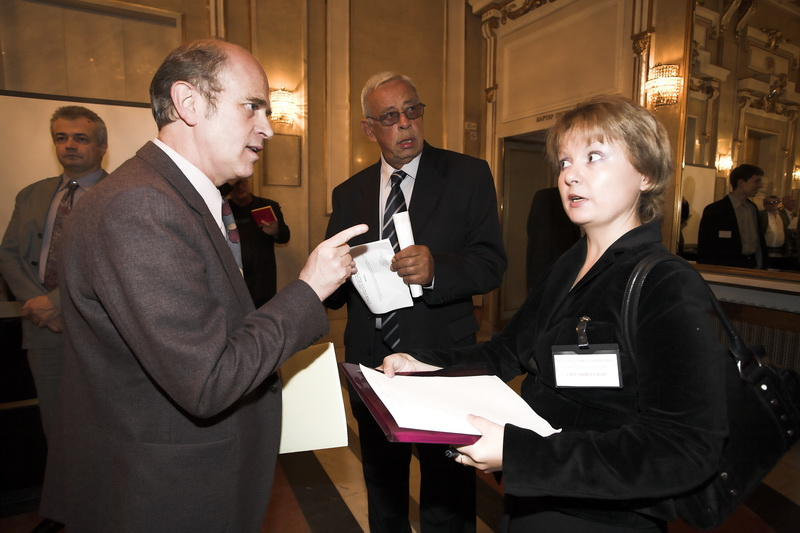
Les professeurs du Gymnasium : Srđan Ognjanović (Principal 2008 – ), Zoran Kadelburg (ancien Doyen de la Faculté de Mathématiques), Ljubomir Protić (Principal 2002-2004, aujourd'hui Directeur de l'Institut d'État pour les manuels scolaires "Zavod"), Svetlana Lana Jakšić.
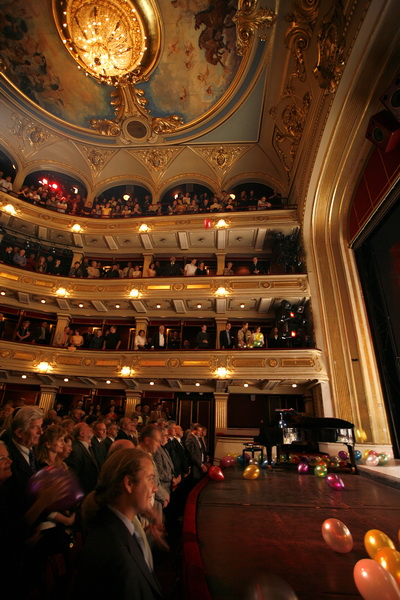
Célébration du 40e anniversaire du Gymnasium de Belgrade.
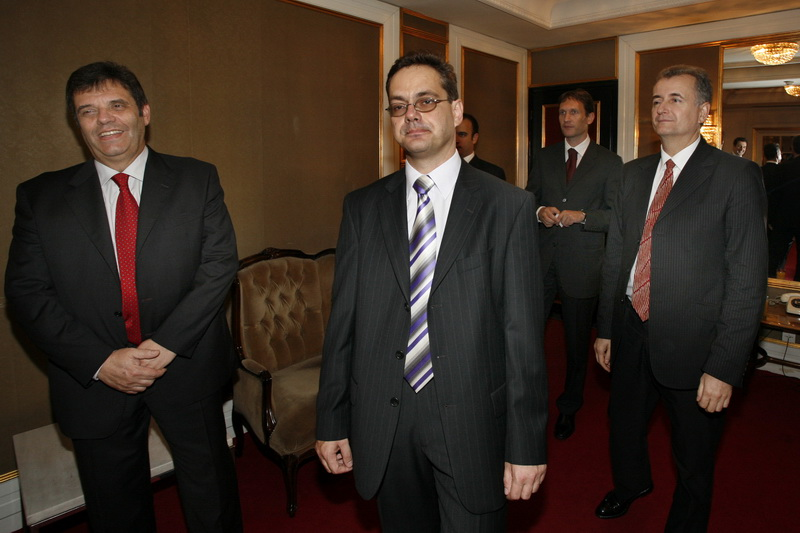
40e anniversaire du Gymnasium de Belgrade. Le Premier Ministre serbe, Vojislav Koštunica, alors Principal et ancien élève du Gymnasium ;  prof. dr sci Vladimir Dragović, alors Ministre serbe de l'Éducation prof. dr sci Slobodan Vuksanović, alors Maire de la ville de Belgrade et ancien élève de M. Nenad Bogdanović au Gymnasium.
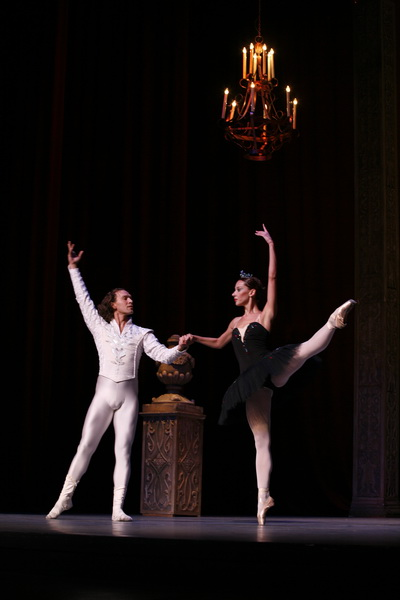
Représentation du Ballet du Théâtre National en l'honneur du succès des étudiants du Mathematical Gymnasium aux Olympiades internationales scientifiques, lors d'un anniversaire de l'école le 19 septembre 2006.

## Collaborations
Le personnel de l'école collabore avec diverses institutions scientifiques de niveau mondial, telles que le CERN, l'Institut unifié de recherches nucléaires – Dubna, université d'État de Moscou, l'université de Berkeley, Oxford, Cambridge, l'université de Warwick, l'Imperial College de Londres.
Au cours de la décennie précédente, les élèves ont reçu des bourses complètes pour l'université de Berkeley, Oxford, Cambridge, l'université de Warwick, l'Imperial College de Londres, le MIT, l'Université Columbia, l'université Stanford, Harvard, l'University College de Londres. La plupart des autres obtiennent des bourses d'études de l'université de Belgrade.
Le Gymnasium collabore avec les plus prestigieux établissements scientifiques en Serbie et à l'étranger. La collaboration est définie par le biais de divers accords de coopération scientifiques, techniques et pédagogiques. Les étudiants du Gymnasium  sont en partie étudiants dans les institutions suivantes :
- Institut de mathématiques de l'Académie serbe des sciences et des arts (MI SASA)
- Institut de physique – Belgrade [1]
- De Vinča, Institut des sciences nucléaires de [2]
- Université de Belgrade [3]
- Faculté de mathématiques [4]
- Faculté de physique [5]
- Faculté de génie électrique [6]
- Centre pour la science de Petnic